# Spirobolus unisulcatus
Spirobolus unisulcatus är en mångfotingart som beskrevs av Voges 1878. Spirobolus unisulcatus ingår i släktet Spirobolus och familjen Spirobolidae. Inga underarter finns listade i Catalogue of Life.